# 진정성립
진정성립이란 어떤 문서나 사실이 맞다고 확인해 주는 것을 말한다. 문서가 거증자가 주장하는 특정인의 의사에 기해 작성된 것을 문서의 진정성립이라 한다.

## 판례
- 문서의 진정성립에 관하여 성립인정한 경우에는 주요사실에 대한 경우처럼 재판상 자백의 법리가 적용되며, 따라서 당사자 사이에 성립의 다툼이 없으면 법원은 자백에 구속된다.[1]
- 압수된 디지털 저장매체로부터 출력한 문건을 진술증거로 사용하는 경우 그 내용의 진실성에 관해서는 전문법칙이 적용되므로 형사소송법에 따라 그 작성자 또는 진술자의 진술에 의해 성립의 진정합이 증명된 때 한해 이를 증거로 사용할 수 있다.[2]
- 문서에 날인된 작성명의인의 인영이 작성명의인의 인장에 의하여 현출된 것임이 인정되는 경우에는 그 인영의 진정성립 및 그 문서 전체의 진정성립까지 추정되는 것이기는 하나, 이는 어디까지나 먼저 내용기재가 이루어진 뒤에 인영이 압날된 경우에만 그러한 것이고 작성명의인의 날인만 되어 있고 내용이 백지로 된 문서를 교부받이 후일 그 백지 부분을 작성명의자가 아닌 자가 보충한 경우, 그 문서 전체의 진정성립의 추정은 배제된다.[3]
- 작성명의인의 날인만 되어 있고 그 내용이 백지로 된 문서를 교부받아 후일 그 백지부분을 작성명의자가 아닌 자가 보충한 문서의 경우에 있어서는 문서제출자는 그 기재 내용이 작성명의인으로부터 위임받은 정당한 권원에 의한 것이라는 사실을 증명할 책임이 있으며, 이와 같은 법리는 그 문서가 처분문서라고 하여 달라질 것은 아니다.[4]

## 참고 문헌
- 법률신문 2013-06-17 USB 메모리서 출력한 문서 진정성립 부인하면 보관됨 2013-10-04 - 웨이백 머신

## 같이 보기
- 인증